# Inmarsat M
Inmarsat M war ein Kommunikationsdienst des Kommunikationsdienstleisters Inmarsat.
Der Dienst stellte Telefonie, Fax und Datenübertragung (z. B. zur Internet-Nutzung) zur Verfügung.
Inmarsat M war nicht Teil des weltweiten Seenot- und Sicherheitsfunksystems (GMDSS) und somit nicht zur Alarmierung in Seenotfällen geeignet. Inmarsat M funktioniert weltweit, ausgenommen sind die Regionen nördlich 70° N und südlich 70° S.
Inmarsat-M wurde am 30. Dezember 2014, Land Mini-M am 30. Juni 2015 und der Dienst Maritime Mini-M am 30. Dezember 2016 eingestellt.